# Старе Жохи
Старе Жохи (пол. Stare Żochy) — село в Польщі, у гміні Нові Пекути Високомазовецького повіту Підляського воєводства.
Населення — 85 осіб (2011).
У 1975-1998 роках село належало до Ломжинського воєводства.

## Демографія
Демографічна структура станом на 31 березня 2011 року:
|          | Загалом | Допрацездатний вік | Працездатний вік | Постпрацездатний вік |
| -------- | ------- | ------------------ | ---------------- | -------------------- |
| Чоловіки | 43      | 11                 | 24               | 8                    |
| Жінки    | 42      | 9                  | 22               | 11                   |
| Разом    | 85      | 20                 | 46               | 19                   |